# فاکتور محرک کلونی گرانولوسیت

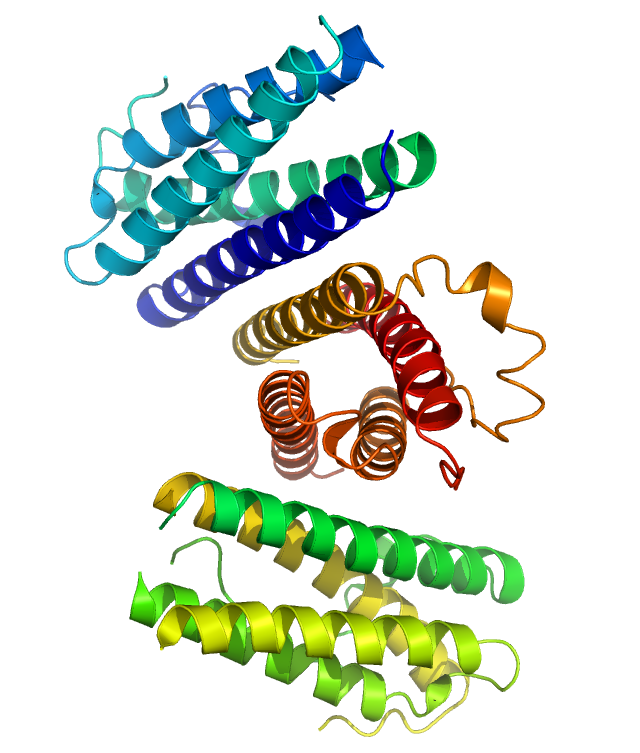
الگوی روبانی از سه مولکول G-CSF انسانی

فاکتور محرک کُلونی گرانولوسیت (GCSF یا G-CSF) که «فاکتور محرک کُلونی ۳» (CSF3) نیز خوانده می‌شود، نوعی گلیکوپروتئین است که مغز استخوان را برای تولید گرانولوسیت‌ها و سلول‌های بنیادی تحریک می‌کند و باعث تحریک رهاسازی آنها از مغز استخوان می‌شود. در واقع این فاکتور نوعی سیتوکین، هورمون و نوعی فاکتور محرک کُلونی است که توسط انواع مختلفی از بافت‌ها تولید می‌شود. این فاکتور همچنین باعث تحریک تکثیر، تمایز و تداوم بقای نوتروفیل‌ها و پیش سازهای این سلول‌ها می‌شود.

## کارکرد زیستی
این فاکتور به وسیله اندوتلیوم، ماکروفاژها و برخی دیگر از سلول‌های دستگاه ایمنی تولید می‌شود.

## کاربردهای بالینی
فاکتور محرک رشد کُلونی گرانولوسیتی باعث تحریک تولید گرانولوسیت‌ها می‌شود. در هماتولوژی و انکولوژی از شکل نوترکیب این فاکتور در برخی از سرطان‌ها جهت بهبود نوتروپنی پس از شیمی درمانی استفاده می‌شود. همچنین از این فاکتور برای افزایش شمار سلول‌های بنیادی خونساز در خون اهدا کنندگان، پیش از جمع‌آوری این سلول‌ها طی فرایند لوکافرز (Leukapheresis) استفاده می‌شود. از این سلول‌ها در پیوند مغز استخوان استفاده می‌شود.